# Виноградник Василь
Василь Виноградник (* 13 квітня 1892, с. Кулачин, тепер частина м. Снятин, Івано-Франківська область — † 1969, Прага, Чехословаччина) — командир кулеметної сотні УГА, учасник I-го Конгресу Українських Націоналістів.

## Життєпис
Народився 13 квітня 1892 в селі Кулачин, тепер частина м. Снятин, Івано-Франківська область.
Закінчив Снятинську реальну школу у 1913 році. 
З 1914 по 1918 pp. старшина армії Австро-Угорщини, останнє звання - поручник. З листопада 1918 до травня 1919 командир кулеметної сотні УГА.
З травня 1919 до вересня 1920 інтернований в Румунії, з вересня 1920 до липня 1921 року в Армії УНР як командир 1-ї сотні Волинської Дивізії, згодом у Юнацькій Школі. 
З липня 1921 до березня 1922 року — командир сотні в таборі Йозефів, потім командир Українського робітничого відділу в Лійнику до грудня 1923. 
Зарахований у 1924 році на лісовий відділ агрономічно-лісового факультету Української господарської академії. Диплом інженера-лісівника здобув 27 квітня 1929 року. Брав участь під час навчання в художній самодіяльності, був тенором-солістом Академічного українського хору в Подебрадах. 
Став членом Леґії українських націоналістів та у складі її делегатів взяв участь у I-му Конгресі Українських Націоналістів.
Помер у 1969 році в Празі, похований на Ольшанському цвинтарі.

### Родина
Дружина та син Любомир, який помер у Франції (1922 — 2001), поховані поряд на Ольшанському цвинтарі.